# 331785 Sumners
331785 Sumners è un asteroide della fascia principale. Scoperto nel 2003, presenta un'orbita caratterizzata da un semiasse maggiore pari a 2,6668131 au e da un'eccentricità di 0,4317462, inclinata di 25,40767° rispetto all'eclittica.
L'asteroide è dedicato a Carolyn Sumners, divulgatrice in campo astronomico presso il planetario del museo di scienze naturali di Houston.